# José Fernández (cronista)
José Fernández (Tarazona, Aragón; 1617-Valencia, Valencia; 5 de octubre de 1674) fue un religioso de la Compañía de Jesús, humanista, filósofo, teólogo, historiador y misionero español, cronista mayor de Aragón interino.

## Vida
Nacido en Tarazona en 1617. Hacia 1632 ingresó en la Compañía de Jesús, ya con una amplia educación humanística. El 29 de julio de 1656 fue nombrado rector de Tarazona.
El aspecto más conocido de Fernández está relacionado con su nombramiento como cronista mayor de Aragón interino en 1664. En 1661 el recién nombrado cronista mayor de Aragón Francisco Diego de Sayas se puso enfermo y la Diputación de Aragón buscó a Miguel Ramón Zapater para ocupar el cargo, mientras Sayas no se recuperase: «[…] y habiendo en este tiempo determinado los diputados que la continuación de la historia fuese menos detenida y se adelantase en lo posible en los reinados siguientes, quedó a cargo del cronista ordinario una parte, y la otra a la del maestro Zapater.» En esa situación fue nombrado también José Pujol y Felices cronista mayor de Aragón, aunque en su caso, ad honorem, con todos los honores, pero sin ningún tipo de sueldo o derechos. La sustitución causó una agria disputa, pero De Sayas recuperó la salud y retomó su cargo, para volver a caer enfermo en 1664 y ser sustituido temporalmente por José Fernández, esta vez con aprobación de De Sayas. De Sayas tuvo que dejar el cargo en 1669, siendo sustituido finalmente por Juan José Porter y Casanate.
Fernández decidió dejar el cargo para dedicar sus fuerzas a la vida religiosa. Falleció el 5 de octubre de 1674 en Valencia.

## Obra
- François de la Croix, Jardín de la soberana, siempre Virgen María, Madre de Dios, o varios modos prácticos para ejercitarse en el culto y servicio de esta Señora (traductor del latín; 1660)

- Apostólica y penitente vida del venerable P. Pedro Claver, de la Compañía de Jesús (1666)

Un biografía de san Pedro Claver, defensor de los negros en Cartagena de Indias frente a los tratantes de esclavos, juristas y jerarcas.
- Elegancia cristiana, obra pensada para predicadores (inédita)